# Новопустинка
Новопу́стинка — селище Покровської міської громади Покровського району Донецької області, в Україні.

## Загальні відомості
Відстань до райцентру становить близько 18 км і проходить автошляхом Т 0515. Новопустинка розташована на лівому березі Солоної.

## Географія
На північно-західній околиці селища річка Солоний впадає в р. Солона, права притока Вовчої (басейн Дніпра).

## Транспорт
Селищем проходить автомобільна дорога місцевого значення С050942 Новотроїцьке — Жовте — Пустинка — Григорівка — Селидове (15,5 км).

## Населення
За даними перепису 2001 року населення селища становило 93 особи, з них 92,47 % зазначили рідною мову українську та 7,53 % — російську.